# Algemene Inlichtingen- en Veiligheidsdienst
De Algemene Inlichtingen- en Veiligheidsdienst (AIVD) is een Nederlandse geheime dienst die zich onder verantwoordelijkheid van het ministerie van Binnenlandse Zaken en Koninkrijksrelaties bezighoudt met de binnenlandse veiligheid en inlichtingen op civiel gebied uit het buitenland verzamelt.
De AIVD ontstond in 2002 uit de vroegere Binnenlandse Veiligheidsdienst (BVD) en is sinds 2007 gevestigd in Zoetermeer. De militaire tegenhanger van de AIVD is de Militaire Inlichtingen- en Veiligheidsdienst (MIVD).
Net als zijn voorganger heeft ook de AIVD bij zijn buitenlandse partners een zeer goede naam en neemt alszodanig deel aan vele gezamenlijke operaties en een reeks van internationale samenwerkingsverbanden, waarbij de dienst een substantiële inbreng heeft.

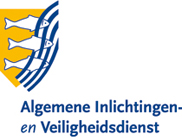
Logo van de AIVD

Het devies van de AIVD is hetzelfde als dat van zijn voorganger, namelijk: Per undas adversas (tegen de stroom in), wat ontleend is aan de spreuk "Levende vissen zwemmen tegen de stroom in, alleen de dooie drijven mee", wat Louis Einthoven al in 1949 tot motto van de BVD bestempelde. Een grafische uitbeelding van deze spreuk vormt het logo van de AIVD.

## Geschiedenis

### Voorlopers
Van 1913 tot 1919 was er een eerste inlichtingendienst die bekendstond als Generale Staf, sectie III (GS III) en daarna, tot het uitbreken van de Tweede Wereldoorlog in 1940, als Centrale Inlichtingendienst (CI). In die vooroorlogse periode was de dienst gecombineerd met de militaire inlichtingendienst.
De Duitse inval in de meidagen van 1940 maakte een einde aan het bestaan van de CI in Nederland. De archieven van de dienst werden verbrand om ze niet in handen van de Duitsers te laten vallen. Ten behoeve van de Nederlandse regering in ballingschap te Londen was er een Centrale Inlichtingendienst (CID) onder leiding van François van 't Sant. De CID functioneerde tot 28 november 1942, waarna hij werd gereorganiseerd en voortgezet als het Bureau Inlichtingen, ressorterend onder het Ministerie van Oorlog en nauw samenwerkend met de Britse Secret Intelligence Service (SIS of MI6).
De Politiebuitendienst (PBD) functioneerde als orgaan ten behoeve van het Ministerie van Justitie van de Nederlandse regering in ballingschap. Deze dienst was vooral belast met het beoordelen van de betrouwbaarheid van de Engelandvaarders die vanuit bezet gebied naar Engeland kwamen.
Na de bevrijding in 1945 werd het Bureau Inlichtingen, samen met de Politiebuitendienst, omgevormd tot het Bureau Nationale Veiligheid (BNV). Van 1946 tot 1949 heette deze dienst Centrale Veiligheidsdienst, voordat hij werd hernoemd naar de Binnenlandse Veiligheidsdienst (BVD). Voor het vergaren van inlichtingen uit het buitenland was er sinds 1946 de Buitenlandse Inlichtingendienst (BID), die in 1972 werd hernoemd tot Inlichtingendienst Buitenland (IDB). Van deze dienst, die gevestigd was in de Villa Maarheeze in Wassenaar, maakte onder andere de vooroorlogse fascistenleider en latere verzetsstrijder Jan Baars deel uit.
De IDB werd in 1994 na heftige interne twisten opgeheven. De buitenlandse inlichtingentaak werd uiteindelijk overgedragen aan de BVD, die daarmee tot een gecombineerde inlichtingen- en veiligheidsdienst werd en om die reden per 29 mei 2002 werd omgedoopt tot Algemene Inlichtingen- en Veiligheidsdienst (AIVD).

### 21e eeuw

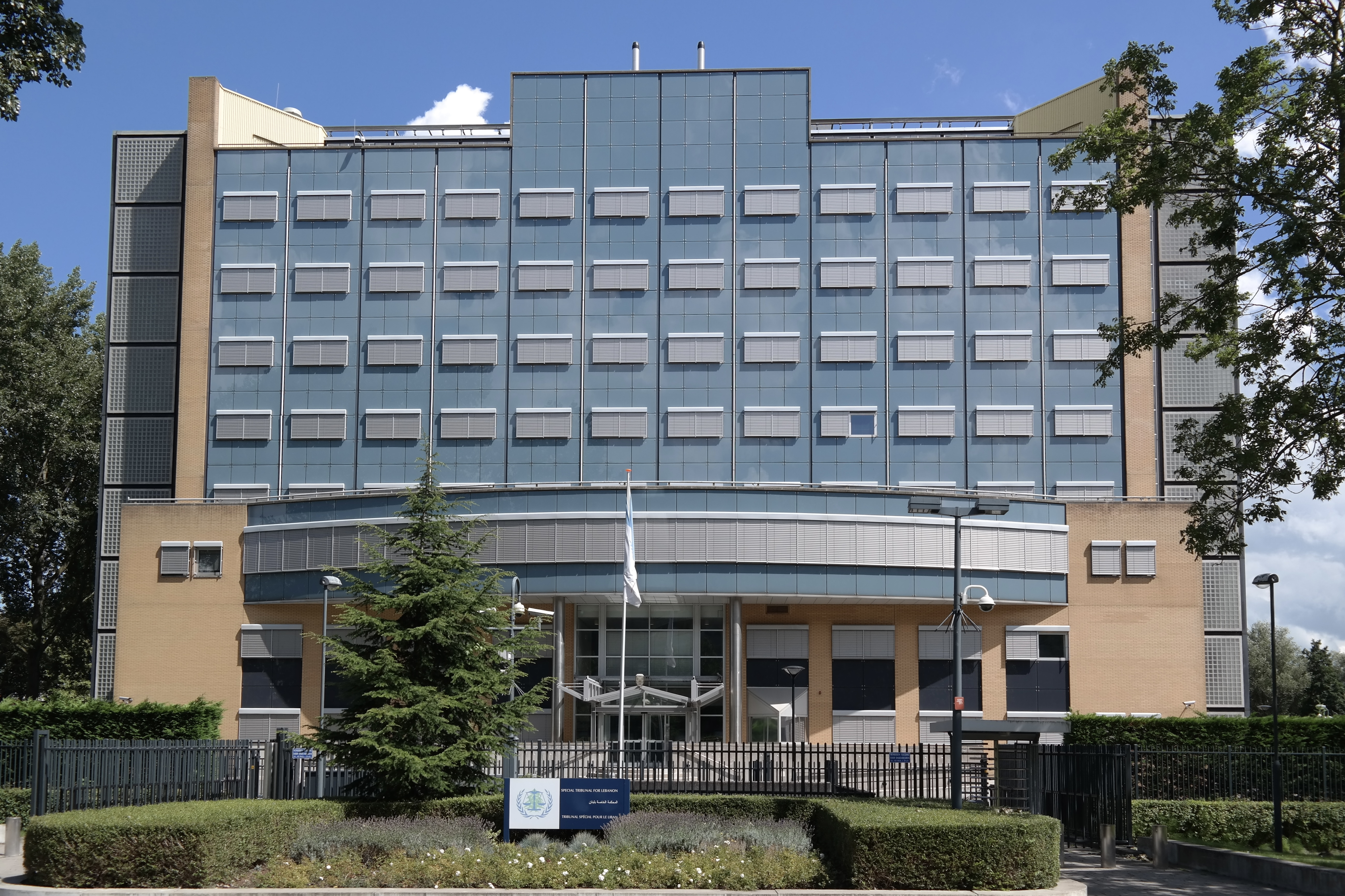
Het gebouw in Leidschendam, waar sinds 1993 de BVD en tot eind 2007 de AIVD gevestigd was. Tussen 2009 en 2021 fungeerde het als zetel van het Libanontribunaal In 2025 keert de AIVD weer terug.

Na de aanslagen op 11 september 2001, steeg het jaarlijkse budget van de AIVD tussen 2002 en 2005 van 68 miljoen naar 112 miljoen euro en nam het aantal medewerkers toe van 850 tot 1100. Hierdoor werd het bestaande hoofdkwartier in Leidschendam, dat in 1993 speciaal voor voorganger BVD gebouwd was, te klein. De AIVD verhuisde naar een gebouw in Zoetermeer, waar tot 2003 het ministerie van Onderwijs, Cultuur en Wetenschap was gevestigd. Dit complex werd voor 29 miljoen euro van een geheel nieuw interieur, nieuwe ramen en veiligheidsmaatregelen voorzien, waarna de AIVD in december 2007 zeven van de negen bouwdelen in gebruik nam.
In 2012 besloot de regering om tot 2018, op een budget van 200 miljoen euro, 68 miljoen te bezuinigen, waardoor zo'n 200 van de 1.500 voltijdbanen bij de AIVD moesten verdwijnen. De Algemene Rekenkamer oordeelde in 2015 dat deze bezuinigingen ondoordacht en onverantwoord waren en hadden geleid tot het vertrek van medewerkers met waardevolle kennis en ervaring. Zorg om jihadstrijders en de situatie rondom de Krim hadden het budget voor de dienst inmiddels weer verhoogd tot boven dat van 2012.
In november 2015 werd besloten om de AIVD en de MIVD per 2022 te verhuizen naar een gezamenlijke locatie op de Frederikskazerne in Den Haag, ter bevordering van de onderlinge samenwerking, waarbij de diensten wel hun eigen taakgebied houden. In juni 2021 liet minister Ollongren van binnenlandse zaken weten dat beide diensten inmiddels te groot waren om in één gebouw te huisvesten en dat het plan daarom was afgeblazen. Voor de AIVD was de noodzaak van een nieuw pand kleiner geworden doordat inmiddels ook het resterende gedeelte van het gebouw in Zoetermeer kon worden overgenomen van een andere gebruiker. Bovendien nemen AIVD en MIVD in 2025 het voormalige pand van de BVD/AIVD in Leidschendam weer in gebruik.
In 2016 kreeg de AIVD er 240 voltijdsfuncties bij, waardoor het totaal aantal personeelsleden steeg naar 1.768. In 2017 zouden daar waarschijnlijk nog eens 200 banen bijkomen. In het jaarverslag van 2018 zei de AIVD 190 nieuwe medewerkers te hebben aangenomen, en in 2019 200 extra nieuwe medewerkers aan te zullen nemen. Eind 2018 had de AIVD een grootte van 1,986 voltijdfuncties.

## Organisatie

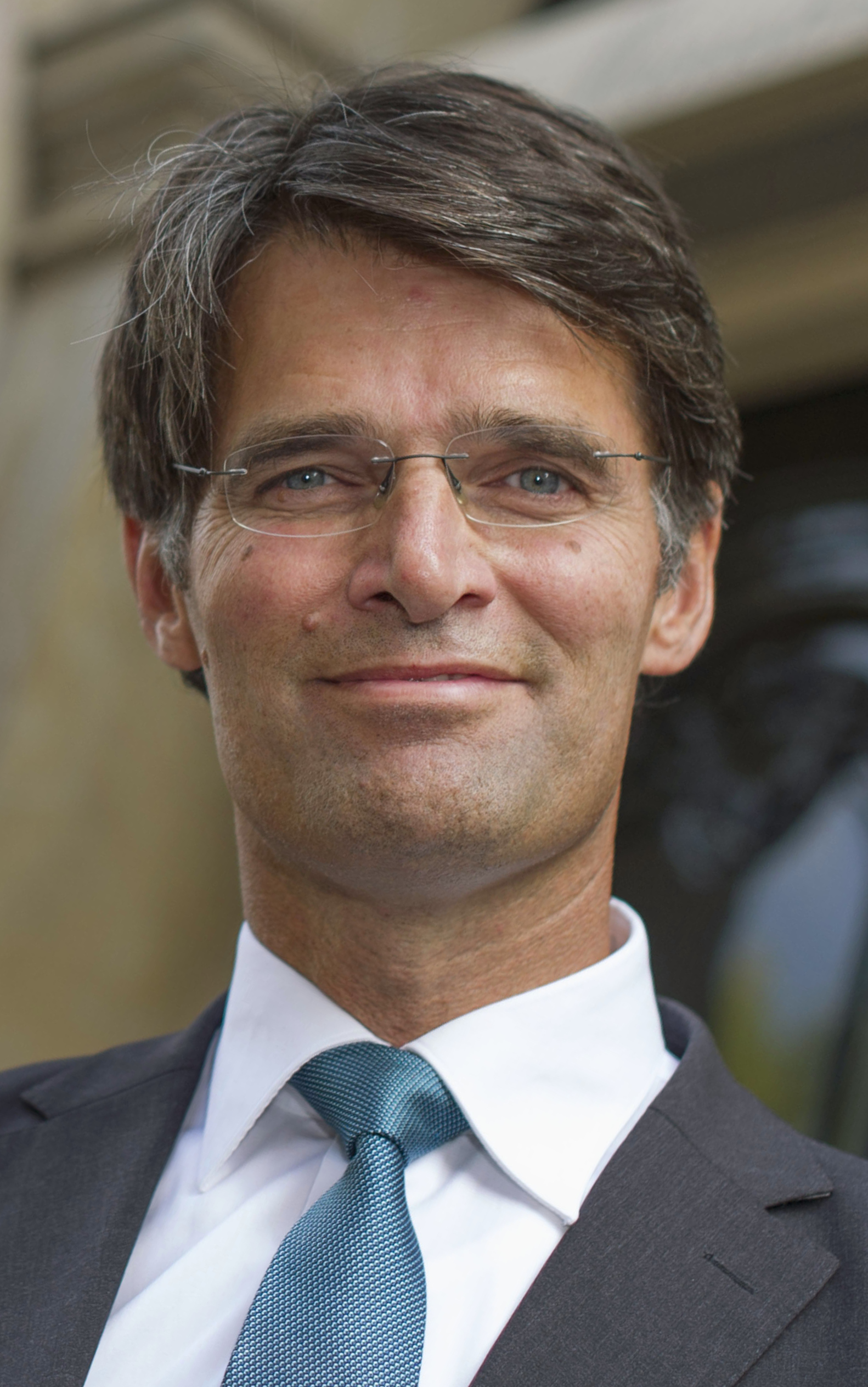
Erik Akerboom, sinds 1 mei 2020 directeur-generaal van de AIVD.

De AIVD valt onder het ministerie van Binnenlandse Zaken en Koninkrijksrelaties en staat onder leiding van een directeur-generaal. Voorheen voerde deze de titel 'hoofd', maar dit werd per 1 januari 2015 gewijzigd om duidelijker te maken dat de dienst onderdeel is van het ministerie van Binnenlandse Zaken. De directeur-generaal wordt bijgestaan door een plaatsvervangend directeur-generaal. De hoofden van de AIVD waren tot nu toe:
- 2002-2007: Sybrand van Hulst (hij was al sinds 1997 hoofd van de BVD)
- 2007-2011: Gerard Bouman
- 2011-2018: Rob Bertholee
- 2018-2020: Dick Schoof
- 2020-heden: Erik Akerboom[19]

### Afdelingen
Aanvankelijk bestond de AIVD uit negen eenheden en twee businessunits. Nadat het kabinet in 2011 een ingrijpende bezuiniging oplegde, voerde diensthoofd Bertholee in 2014 middels de Taskforce DAVID een interne reorganisatie door waarbij het aantal directies werd teruggebracht naar drie, aangevuld met een aantal stafbureaus. Daarnaast werd ook de interne opleiding, de AIVD-academie, opgeheven.
Sinds 1 januari 2015 kent de AIVD naast een centrale staf de volgende drie hoofddirecties:
- Directie Inlichtingen, waarbinnen onderzoek plaatsvindt en rapportages en analyses worden opgesteld op basis van de informatie die verkregen wordt door de Directie Operatiën. De Directie Inlichtingen omvat verschillende geografische en thematische 'desks'.
- Directie Operatiën, waarbinnen de operationele activiteiten plaatsvinden ten behoeve van het werk van de Directie Inlichtingen. De Directie Operatiën omvat de volgende units:
  - Human Intelligence (HUMINT)
  - Technische operationele ondersteuning
  - Nationaal Bureau Verbindingsbeveiliging (NBV)
  - Joint Sigint Cyber Unit (JSCU)
- Directie Veiligheidsonderzoeken & Bedrijfsvoering, waaronder vallen:
  - Businessunit Veiligheidsonderzoeken
  - ICT
  - Dienstencentrum

Bij de reorganisatie onder Bertholee stond het behoud van de operationale taken centraal, ten koste van de meer analytische functies. Hierbij werd ook het klassieke onderscheid tussen verwerving/verzameling en verwerking/analyse weer hersteld, nadat dit begin jaren negentig onder diensthoofd Arthur Docters van Leeuwen was opgeheven ten gunste van een multidisciplinaire werkwijze. Dit betekende dat de medewerkers die verantwoordelijk zijn voor het vergaren van inlichtingen (bijv. via agenten en informanten) weer als vanouds in een apart onderdeel werden ondergebracht, met name om zo absolute geheimhouding van bronnen en betere opleiding en begeleiding van deze medewerkers te waarborgen. Tevens werden de aparte afdelingen voor binnenlandse veiligheid en buitenlandse inlichtingen door Bertholee samengevoegd, met name om te voorkomen dat de inlichtingentaak ter discussie gesteld zou worden. Ten slotte introduceerde Bertholee de Geïntegreerde Aanwijzing (GA) waarmee de betrokken ministers kunnen aangeven waar zij precies behoefte aan hebben, dit vanuit het idee dat wanneer het kabinet wilde bezuinigen, het ook maar diende aan te geven waar de prioriteiten dienen te liggen. Keerzijde is dat de inlichtingenbehoefte hierdoor gepolitiseerd kan raken.
Het Nationaal Bureau Verbindingsbeveiliging (NBV) is verantwoordelijk voor de beveiliging van gevoelige en geheime overheidsinformatie. Daartoe is deze unit van oudsher betrokken bij alle aspecten van cryptografie, zoals klassieke en moderne cryptografie, theoretische onderwerpen, cryptoanalysetechnieken en de historische ontwikkeling hiervan.
Bij de AIVD zijn alle functies aangewezen als vertrouwensfunctie, waarvoor, na een uitgebreid veiligheidsonderzoek, een verklaring van geen bezwaar (VGB) vereist is. Voor nieuwe medewerkers is er een introductieperiode van twee weken onder de naam "instroom" en ook kent de dienst een jongerennetwerk genaamd "zerodays".

### Buitenland

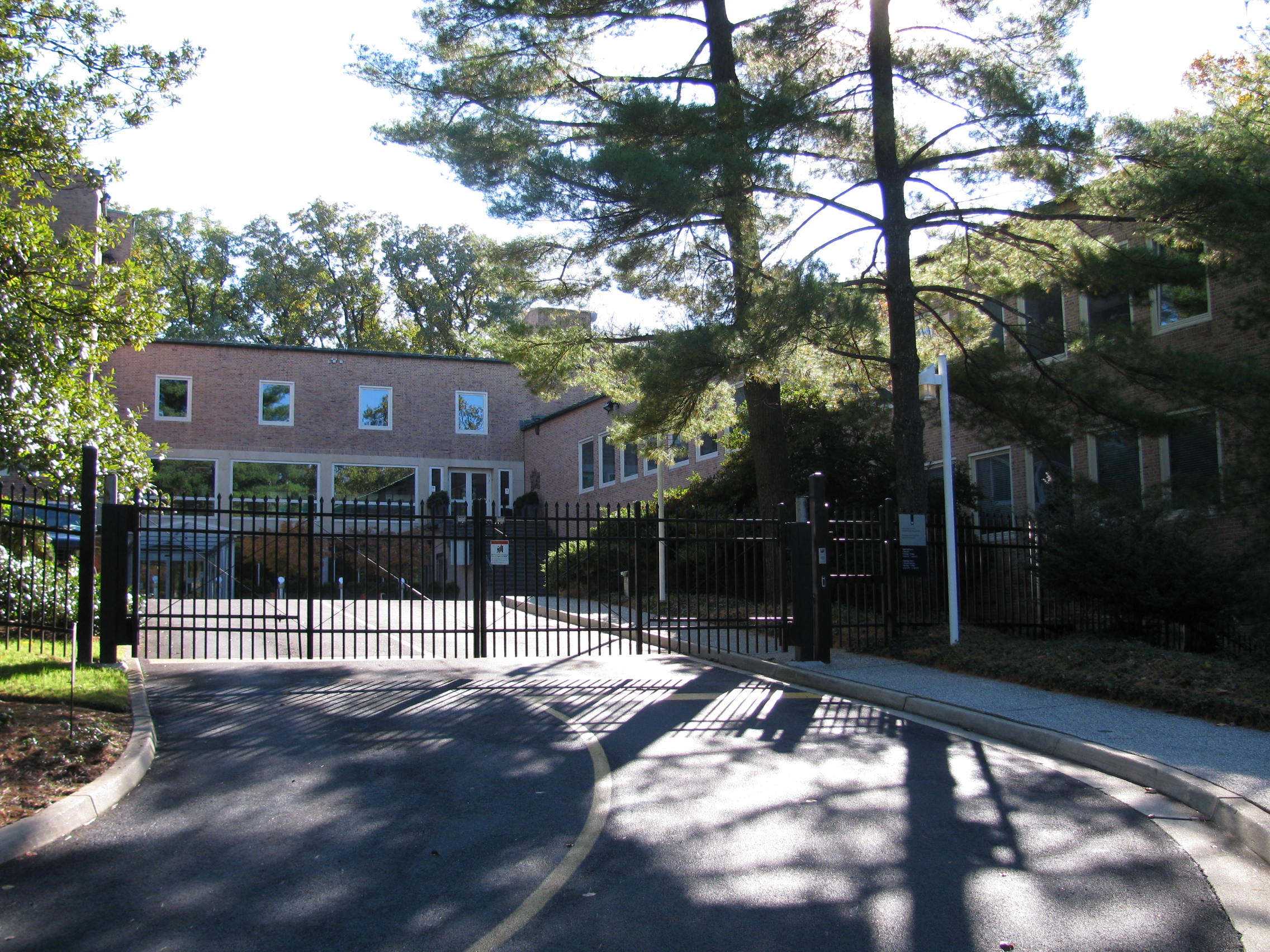
De Nederlandse ambassade in Washington, D.C.

Voor het onderhouden van contacten met buitenlandse diensten hebben partnerlanden liaisons op hun ambassades in Nederland, en heeft de AIVD liaisons op diverse Nederlandse ambassades in het buitenland gestationeerd. In 2005 had de AIVD vaste liaisons in Washington, Moskou, Amman en Singapore, en waren er twee rondreizende voor partnerdiensten in Midden-Europa. In het kader van de strijd tegen het terrorisme werd besloten om ook liaisons te plaatsen op de ambassades in Saoedi-Arabië, Marokko en Pakistan. In 2009 waren er AIVD-liaisons op 12 ambassades. Als gevolg van toenemende fysieke dreigingen werd de AIVD-vertegenwoordiging op de ambassade in Moskou in 2012 gesloten.
Deze liaisons zijn officieel bij het gastland geaccrediteerd en worden niet geacht te spioneren. Daarnaast stuurt de AIVD echter ook ambtenaren als "spion" naar het buitenland zonder deze bij de geheime dienst van het betreffende land aan te melden. Zij kunnen dan heimelijk onderzoek doen, of personen volgen en daarbij gebruikmaken van de bijzondere bevoegdheden die de dienst heeft, zij het na voorafgaande toestemming van de directeur-generaal van de AIVD of de minister van Binnenlandse Zaken.

## Wettelijk kader

### Taken
Op basis van de Wet op de inlichtingen- en veiligheidsdiensten 2017 heeft de AIVD de volgende wettelijke taken, die ook wel worden aangeduid met de letter waaronder ze in artikel 8 lid 2 van die wet genoemd worden:
- A-taak: Het verrichten van onderzoek naar organisaties en personen die aanleiding geven tot het ernstige vermoeden dat zij een gevaar vormen voor de democratische rechtsorde, de veiligheid van de staat of voor andere gewichtige belangen van de staat;
- B-taak: Het verrichten van veiligheidsonderzoeken naar kandidaten voor vertrouwensfuncties (deze taak is apart uitgewerkt in de Wet veiligheidsonderzoeken);
- C-taak: Het bevorderen van beveiligingsmaatregelen, waaronder maatregelen ter beveiliging van die onderdelen van overheid en bedrijfsleven die van vitaal belang zijn voor de instandhouding van het maatschappelijk leven;
- D-taak: Het verrichten van onderzoek naar andere landen ten aanzien van onderwerpen die door de minister-president, de minister van Binnenlandse Zaken en Koninkrijksrelaties en de minister van Defensie gezamenlijk zijn aangewezen.
- E-taak: Dreigings- en risicoanalyses opstellen met betrekking tot personen, zaken en plaatsen van het rijk.

### Bevoegdheden
Voor het uitvoeren van deze taken gebruikt de dienst in eerste instantie openbare bronnen. Wanneer de benodigde informatie hiermee echter niet voldoende of niet tijdig verzameld kan worden, kan de AIVD gebruikmaken van enkele ingrijpende opsporingsbevoegdheden, die buiten de inlichtingendienst bijzondere opsporingsbevoegdheden heten. Dit betreft onder andere (met het betreffende wetsartikel van de Wiv 2002, resp. de Wiv 2017):
- Observeren en volgen van personen (art. 20 Wiv 2002; art. 40 Wiv 2017)
- Onder een dekmantel verzamelen van informatie (art. 21 Wiv 2002; art. 41 Wiv 2017)
- Computers binnendringen door middel van hacken (art. 24 Wiv 2002; art. 45 Wiv 2017)
- Door middel van een telefoontap of internettap gericht communicatie onderscheppen (art. 25 Wiv 2002; art. 47 Wiv 2017)
- Ongericht elektronisch communicatieverkeer onderscheppen en analyseren (onder art. 26 & 27 Wiv 2002 mocht dit alleen voor draadloze signalen, onder art. 48 t/m 50 Wiv 2017 ook voor kabelgebonden verkeer)
- Gebruikersgegevens opvragen bij telecommunicatiebedrijven (art. 28 & 29 Wiv 2002; art. 54 & 55 Wiv 2017)

Net zoals de Wiv 2002 bepaalt ook de Wiv 2017 dat de AIVD de meeste van deze bijzondere bevoegdheden alleen mag inzetten na schriftelijke toestemming van de Minister van Binnenlandse Zaken. Deze toestemming mag alleen worden verleend als sprake is van:
- Noodzakelijkheid (de methode is nodig voor de inlichtingen- of veiligheidstaak)
- Proportionaliteit (de middelen staan in verhouding tot het te bereiken doel)
- Subsidiariteit (het doel kan niet met minder zware middelen bereikt worden)

Wanneer een onderzoek plaatsvindt naar data, moet de AIVD bovendien toestemming krijgen van de beheerder van die gegevens, tenzij het gaat om politie, justitie, douane en telecomaanbieders. Deze zijn tot medewerking verplicht.
Voor het uitoefenen van deze bevoegdheden hebben medewerkers van de dienst toegang tot alle plaatsen die nodig zijn om bijv. "observatie- en registratiemiddelen" aan te brengen (art. 30 Wiv 2002). De ambtenaren van de AIVD bezitten geen bevoegdheid tot het opsporen van strafbare feiten en dragen geen wapens. Een onderzoek kan verder alleen worden gestart door middel van een opdracht van de Minister van Binnenlandse zaken
Alle aanvragen, verlengingen en beëindigingen voor, respectievelijk van de inzet van bijzondere bevoegdheden worden bij de AIVD geregistreerd in een centraal systeem onder de naam Bevoegdhedenkaart. Toestemmingen die zijn gerubriceerd als Staatsgeheim Zeer Geheim zijn hiervan uitgezonderd.

## Activiteiten

### Aantallen
In 2009 werden door de AIVD 1078 taps uitgezet (tegen 53 door de MIVD en 26.425 telefoontaps door de politie). Het is niet duidelijk of het hierbij gaat om telefoon- of internettaps, dan wel of gebruik is gemaakt van microfoons om gesprekken op te vangen. In maart 2018 werden ook de tapstatistieken voor de jaren 2002 t/m 2017 gepubliceerd:
| Aantallen gerichte telefoon-, internet- en microfoontaps door de AIVD | Aantallen gerichte telefoon-, internet- en microfoontaps door de AIVD | Aantallen gerichte telefoon-, internet- en microfoontaps door de AIVD | Aantallen gerichte telefoon-, internet- en microfoontaps door de AIVD | Aantallen gerichte telefoon-, internet- en microfoontaps door de AIVD | Aantallen gerichte telefoon-, internet- en microfoontaps door de AIVD | Aantallen gerichte telefoon-, internet- en microfoontaps door de AIVD | Aantallen gerichte telefoon-, internet- en microfoontaps door de AIVD | Aantallen gerichte telefoon-, internet- en microfoontaps door de AIVD | Aantallen gerichte telefoon-, internet- en microfoontaps door de AIVD | Aantallen gerichte telefoon-, internet- en microfoontaps door de AIVD | Aantallen gerichte telefoon-, internet- en microfoontaps door de AIVD | Aantallen gerichte telefoon-, internet- en microfoontaps door de AIVD | Aantallen gerichte telefoon-, internet- en microfoontaps door de AIVD | Aantallen gerichte telefoon-, internet- en microfoontaps door de AIVD | Aantallen gerichte telefoon-, internet- en microfoontaps door de AIVD | Aantallen gerichte telefoon-, internet- en microfoontaps door de AIVD | Aantallen gerichte telefoon-, internet- en microfoontaps door de AIVD | Aantallen gerichte telefoon-, internet- en microfoontaps door de AIVD | Aantallen gerichte telefoon-, internet- en microfoontaps door de AIVD | Aantallen gerichte telefoon-, internet- en microfoontaps door de AIVD | Aantallen gerichte telefoon-, internet- en microfoontaps door de AIVD | Aantallen gerichte telefoon-, internet- en microfoontaps door de AIVD | Aantallen gerichte telefoon-, internet- en microfoontaps door de AIVD |
|                                                                       | 2002                                                                  | 2003                                                                  | 2004                                                                  | 2005                                                                  | 2006                                                                  | 2007                                                                  | 2008                                                                  | 2009                                                                  | 2010                                                                  | 2011                                                                  | 2012                                                                  | 2013                                                                  | 2014                                                                  | 2015                                                                  | 2016                                                                  | 2017                                                                  | 2018                                                                  | 2019                                                                  | 2020                                                                  | 2021                                                                  | 2022                                                                  | 2023                                                                  | 2024                                                                  |
| --------------------------------------------------------------------- | --------------------------------------------------------------------- | --------------------------------------------------------------------- | --------------------------------------------------------------------- | --------------------------------------------------------------------- | --------------------------------------------------------------------- | --------------------------------------------------------------------- | --------------------------------------------------------------------- | --------------------------------------------------------------------- | --------------------------------------------------------------------- | --------------------------------------------------------------------- | --------------------------------------------------------------------- | --------------------------------------------------------------------- | --------------------------------------------------------------------- | --------------------------------------------------------------------- | --------------------------------------------------------------------- | --------------------------------------------------------------------- | --------------------------------------------------------------------- | --------------------------------------------------------------------- | --------------------------------------------------------------------- | --------------------------------------------------------------------- | --------------------------------------------------------------------- | --------------------------------------------------------------------- | --------------------------------------------------------------------- |
| Taps:                                                                 | 559                                                                   | 691                                                                   | 775                                                                   | 990                                                                   | 1324                                                                  | 1252                                                                  | 1246                                                                  | 1298                                                                  | 1405                                                                  | 1814                                                                  | 2060                                                                  | 2230                                                                  | 2404                                                                  | 2544                                                                  | 3095                                                                  | 3205                                                                  | 3517                                                                  | 2579                                                                  | 2088                                                                  | 1133                                                                  | 1930                                                                  | 1117                                                                  | 1258                                                                  |

Van 2013 t/m 2016 stuurde de AIVD tussen de 19 en 29 personen per jaar een notificatie om te laten weten dat een bijzondere bevoegdheid tegen hen is ingezet.
Over mogelijk radicaliserende jongeren ontving de AIVD in 2016 zo'n 5.400 tips, waarvan slechts 238 tot een nader onderzoek hebben geleid.

##### Ambtsberichten en inlichtingenberichten
In 2014 heeft de AIVD over de internationale ontwikkelingen met betrekking tot jihadistische bedreigingen, 420 rapportages, waaronder 60 ambtsberichten, uitgebracht aan zijn opdrachtgevers. Over contra-proliferatie waren dat tientallen rapportages en 30 ambtsberichten, over politiek extremisme een tiental rapportages. Ten slotte waren er nog zo'n 30 rapportages en ambtsberichten over activiteiten van de PKK en DHKP-C.
Middels een ambtsbericht worden gegevens verstrekt aan een instantie die bevoegd is om maatregelen te nemen tegen de in het bericht genoemde persoon of organisatie. Ambtsberichten aan het OM worden verstrekt aan de Landelijk Officier van Justitie voor Terrorismebestrijding (LOvJ). De AIVD beslist zelf of informatie wordt doorgegeven, maar in geval van ernstige misdrijven is deze speelruimte "uitermate klein - zo niet nihil".
Naast de ambtsberichten, waar alleen niet-geheime feitelijke informatie in staat, geeft de AIVD ook inlichtingenberichten uit, die naast informatie ook een duiding bevatten en die staatsgeheim zijn. Deze laatste zijn alleen bedoeld voor bewindspersonen en overheidsinstanties en mogen niet met de buitenwereld gedeeld worden.
Inlichtingenberichten over cyberdreigingen kunnen sinds 2020 vergezeld gaan van een cyberadvies, met daarin concrete adviezen om de weerbaarheid tegen bepaalde dreigingen te vergroten, bijvoorbeeld bij bedrijven waar met staatsgeheime (defensie)informatie gewerkt wordt.

#### Veiligheidsonderzoeken
De AIVD verricht veiligheidsonderzoeken voor personen die een vertrouwensfunctie (gaan) vervullen bij de rijksoverheid, vitale civiele bedrijven en de burgerluchtvaart. Een groot deel van deze onderzoeken zijn gemandateerd aan de politie, de Koninklijke Marechaussee en de Dienst Bewaken en Beveiligen. De aantallen zijn te vinden in de onderstaande tabel, waarbij die voor geweigerde en ingetrokken Verklaringen van Geen Bezwaar (VGB) voor het overgrote deel de burgerluchtvaart (toegang tot Schiphol) betroffen:
| Veiligheidsonderzoeken verricht door de AIVD | Veiligheidsonderzoeken verricht door de AIVD | Veiligheidsonderzoeken verricht door de AIVD | Veiligheidsonderzoeken verricht door de AIVD | Veiligheidsonderzoeken verricht door de AIVD | Veiligheidsonderzoeken verricht door de AIVD | Veiligheidsonderzoeken verricht door de AIVD | Veiligheidsonderzoeken verricht door de AIVD | Veiligheidsonderzoeken verricht door de AIVD | Veiligheidsonderzoeken verricht door de AIVD | Veiligheidsonderzoeken verricht door de AIVD | Veiligheidsonderzoeken verricht door de AIVD | Veiligheidsonderzoeken verricht door de AIVD | Veiligheidsonderzoeken verricht door de AIVD | Veiligheidsonderzoeken verricht door de AIVD | Veiligheidsonderzoeken verricht door de AIVD |
|                                              | 2006                                         | 2007                                         | 2008                                         | 2009                                         | 2010                                         | 2011                                         | 2012                                         | 2013                                         | 2014                                         | 2015                                         | 2016                                         | 2017                                         | 2018                                         | 2019                                         | 2020                                         |
| -------------------------------------------- | -------------------------------------------- | -------------------------------------------- | -------------------------------------------- | -------------------------------------------- | -------------------------------------------- | -------------------------------------------- | -------------------------------------------- | -------------------------------------------- | -------------------------------------------- | -------------------------------------------- | -------------------------------------------- | -------------------------------------------- | -------------------------------------------- | -------------------------------------------- | -------------------------------------------- |
| Onderzoeken                                  | 11.798                                       | 12.983                                       | 11.545                                       | 9.796                                        | 8.999                                        | 9.021                                        | 5.684                                        | 7.512                                        | 8.471                                        | 7.253                                        | 8.259                                        | 8.964                                        | 10.538                                       | 10.228                                       | 10.279                                       |
| Weigeringen                                  | 776                                          | 579                                          | 793                                          | 645                                          | 449                                          | 614                                          | 990                                          | 716                                          | 958                                          | 901                                          | 784                                          | 647                                          | 1034                                         | 1110                                         | 673                                          |
| Gemandateerd                                 | 33.755                                       | ?                                            | ?                                            | 31.737                                       | 33.782                                       | 29.904                                       | 32.177                                       | 26.409                                       | 31.518                                       | 32.958                                       | 27.257                                       | 36.495                                       | 33.096                                       | 36.275                                       | 22.395                                       |

### Actuele aandachtsgebieden
Blijkens het jaarverslag van de AIVD over 2014, hield de dienst zich hoofdzakelijk met de volgende onderwerpen bezig:
- Toenemende onrust en instabiliteit in Noord-Afrika en het Midden-Oosten, waaronder de opkomst van ISIS, waardoor t/m 2014 ook ongeveer 180 mensen vanuit Nederland naar Syrië zijn uitgereisd om daar aan de gewapende strijd deel te nemen. Een belangrijk instrument voor werving en radicalisering zijn sociale media. Om de hiervan uitgaande dreiging te bestrijden neemt de AIVD deel aan een Europees samenwerkingsverband van veiligheidsdiensten op dit gebied.
- Het buitenlandse optreden van de Russische Federatie, met name richting Oekraïne, in samenhang met de annexatie van De Krim en de ramp met vlucht MH17. Ook de Europese energievoorziening speelt hierbij een rol.
- Bedreigingen die uitgaan van jihadistische groeperingen, met name van strijders die vanuit Syrië weer naar Nederland terugkeren. Tot en met 2014 ging het daarbij om ca. 35 personen, waarbij van sommigen een dreiging of een voorbeeldfunctie kan uitgaan. De AIVD schat dat er in Nederland in totaal enkele honderden jihadisten en/of salafisten en enkele duizenden symphatisanten zijn. De dienst probeert deze verschillende groepen in kaart te brengen en dreigingen tegen te gaan.
- Digitale aanvallen en digitale spionage gericht tegen Nederlandse overheidsorganisaties en bedrijven, waarbij de AIVD een toename van economische spionage en van complexiteit van dergelijke methodes constateert. Nederland wordt echter ook gebruikt als "doorvoerhaven" voor digitale aanvallen tegen doelen elders in de wereld. Daarnaast neemt de kans op cyberterrorisme en digitale sabotage toe, al waren daar in 2014 nog geen concrete aanwijzingen voor.

Daarnaast blijft er sprake van klassieke vormen van politieke, militaire, economische en wetenschappelijke spionage, bijvoorbeeld door het hier ten lande aansturen van agenten, door met name Rusland en China. De AIVD probeert dit tegen te gaan en organisaties bewust te maken door middel van de Kwetsbaarheidsanalyse Spionage (KWAS).
Sinds 2008 werken AIVD en MIVD samen in de Unit Contraproliferatie (UCP), om onderzoek te doen naar landen en bedrijven die verdacht worden van verspreiding (proliferatie) van massavernietigingswapens. In 2014 konden hierdoor diverse zendingen van verdachte goederen verhinderd worden.
Een ander klassiek aandachtsveld van de AIVD is politiek extremisme, waarbij de dienst constateerde dat het aantal betrokkenen en het effect van extremisme uit linkse hoek groter is dan dat uit rechtse hoek. Linkse acties waren er met name tegen het asiel- en vreemdelingenbeleid. In rechts-extremistische kringen constateerde de AIVD een verschuiving naar verzet tegen de islam.
Het gezamenlijke Team Caribisch Gebied (TCG) van de AIVD en de MIVD verzamelt inlichtingen en achtergrondinformatie uit Latijns-Amerika en het Caraïbisch gebied, met name met betrekking tot Venezuela.
Sinds 2022 doet de AIVD ook onderzoek naar criminele netwerken die de democratische rechtsorde ondermijnen, dit naar aanleiding van het grove geweld dat door enkele van dergelijke netwerken is gepleegd, waaronder aanslagen op journalisten en advocaten.

### Spraakmakende zaken
De specifieke activiteiten en onderzoeksmethodes van de AIVD zijn staatsgeheim, maar onder leiding van Sybrand van Hulst werd zo nu en dan enige openheid gegeven over succesvolle operaties: zo had de dienst in 2004 bijvoorbeeld weten te regelen dat terrorismeverdachte Jason Walters, lid van de Hofstadgroep, zijn intrek nam in een woning die van tevoren door de AIVD van afluisterapparatuur was voorzien. Onder Rob Bertholee kwam er weer een eind aan deze openheid.
Andere concrete zaken die onthuld werden en in de publiciteit kwamen zijn:
- De AIVD en zijn voorganger de BVD waren sinds midden jaren 80 geïnfiltreerd in verschillende extreemlinkse organisaties waarbij onder meer een infiltrant meegeholpen heeft met gewelddadige acties tegen extreemrechtse organisaties. De AIVD heeft ook afdelingen van de Anti-Fascistische Aktie opgericht.[45]
- In 2003 heeft de AIVD een onderzoek op grond van artikel 6 Wiv verricht naar Mabel Wisse Smit, dit voorafgaand aan haar huwelijk met prins Friso. Daarbij kwam geen belastende informatie naar voren, maar in oktober van dat jaar wist misdaadverslaggever Peter R. de Vries te onthullen dat zij een liefdesrelatie met de drugscrimineel Klaas Bruinsma had gehad. Het werd de AIVD vervolgens zwaar aangerekend dat die deze informatie niet had gevonden.[46]

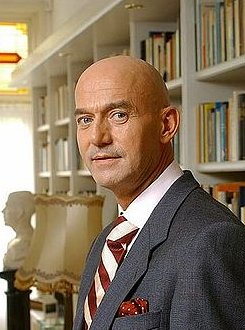
Pim Fortuyn

- De politicus Pim Fortuyn werd vermoedelijk al voor 2002 in de gaten gehouden door de Regionale Inlichtingendienst (RID) van de politie in Rotterdam, die deze informatie doorstuurde naar de AIVD. Dit stond op twee diskettes die in 2005 in een leaseauto werden gevonden en doorgespeeld aan Peter R. de Vries. De diskettes bevatten daarnaast verslagen over infiltratie in Molukse, extreemlinkse en milieugroeperingen, alsmede ook namen van medewerkers van buitenlandse geheime diensten. Na deze onthulling werd gezegd dat het niet de bedoeling is dat de AIVD politici volgt.[47]
- In september 2004 werd een AIVD-tolk van Marokkaanse komaf aangehouden wegens het doorspelen van staatsgeheime informatie aan onder meer de Hofstadgroep. Hij werkte nog geen jaar bij de dienst en was wegens een tekort aan tolken en vertalers sneller aangenomen dan gebruikelijk. De gelekte informatie ging over een groep Utrechtse terrorismeverdachten die onder de naam operatie Vuursche in de gaten werden gehouden. De tolk werd in 2007 veroordeeld tot 4 jaar gevangenisstraf.[48]
- Vlak na de arrestatie, in december 2004, van de Nederlandse zakenman Frans van Anraat, die illegaal materiaal voor het bouwen van de chemische wapens aan Saddam Hoessein had verkocht, meldden de Nederlandse kranten dat Van Anraat een informant was van de AIVD. Volgens de Nederlandse pers kreeg Van Anraat bescherming van de AIVD en kreeg hij onderdak op een schuiladres in Amsterdam van het Ministerie van Binnenlandse Zaken.[49]
- Tussen 2005 en 2010 bespioneerden informanten van de AIVD enkele politici op Bonaire, die onderhandelden over aansluiting bij Nederland. De betreffende politici werden verdacht van corruptie en machtsmisbruik. Voor deze operatie was echter niet zoals vereist toestemming gevraagd aan de minister-president van de Antillen of aan de Veiligheidsdienst Nederlandse Antillen (VNA).[50]
- Nadat Geert Wilders eind 2007 Fitna had aangekondigd, wilde toenmalig minister van Buitenlandse Zaken Verhagen dat de AIVD hem in de gaten zou houden om meer over deze provocerende film te weten te komen, maar verantwoordelijk minister van Binnenlandse Zaken Ter Horst weigerde dat.[51] De regering probeerde wel te voorkomen dat er onrust door zou ontstaan en mede met hulp van de AIVD kon via de juiste contacten met islamitische groeperingen gezorgd worden dat de vertoning van de film nergens tot rellen leidde.[44]
- In 2009 werd Telegraaf-journaliste Jolande van der Graaf verdacht van het publiceren van staatsgeheimen aangaande de rol van de AIVD bij de inval in Irak. De dienst liet haar afluisteren en op 18 juni 2009 werden AIVD-medewerkers Heleen de Waal (een pseudoniem) en haar vriend Hans gearresteerd op verdenking de bron van de publicatie te zijn. In juli 2010 oordeelde een rechter dat het afluisteren van de journalisten illegaal was geweest, waarna De Waal en haar vriend werden vrijgesproken.[52]
- In november 2013 maakten de Partij voor de Eenheid en de Stichting Jongeren 4 You(th) bekend dat de AIVD ten minste 15 jongeren uit Haagse achterstandswijken, zoals de Schilderswijk en Laak, had benaderd om in ruil voor geld of hulp informatie te geven over radicaliserende leeftijdsgenoten. Sommige van de benaderde jongeren waren pas 15 jaar oud.[53]

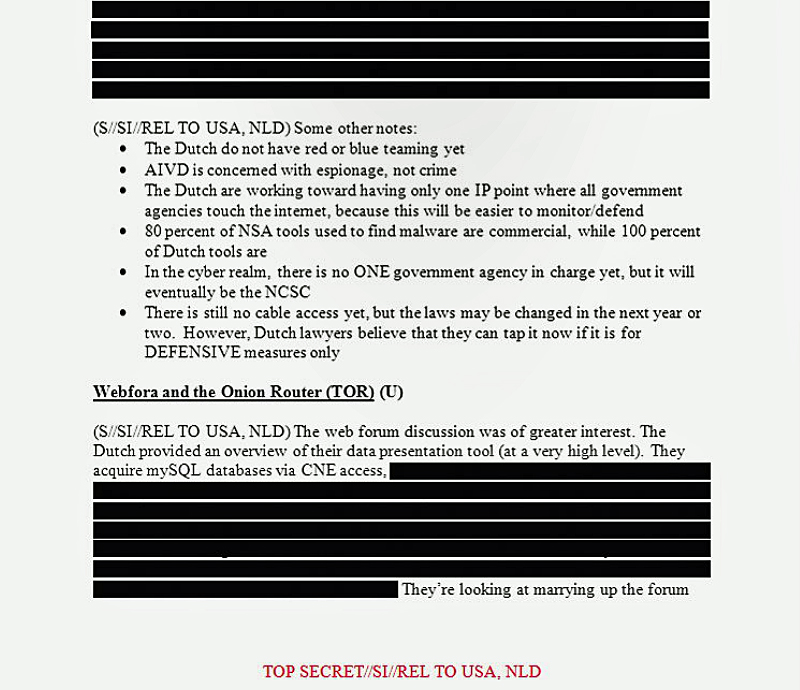
Verslag van een overleg tussen de NSA en de AIVD en de MIVD, o.a. over het hacken van webfora, 14 februari 2013

- Niet veel later kwam aan het licht dat de AIVD ook van studenten informatie probeerde te verkrijgen over bijvoorbeeld demonstraties, bijeenkomsten van krakers of buitenlandse contacten. Sommige studenten werd hiervoor geld aangeboden, terwijl anderen zich door deze benaderingen geïntimideerd voelden.[54]
- Uit een geheim NSA-document, dat via Edward Snowden op 30 november 2013 door NRC werd onthuld, bleek dat de AIVD inbrak op servers van internetfora en daarbij de gegevens van alle deelnemers onderschepte, ongeacht of zij verdacht waren of niet. Volgens het Ministerie van Binnenlandse Zaken ging het om fora van jihadisten en was het hacken daarom gerechtvaardigd.[55] In een rapport van 4 september 2014 kwam toezichthouder CTIVD tot de conclusie dat het verzamelen van deze internetfora tot de taken van de dienst behoort. In 5 gevallen was de motivering echter onvoldoende en in 4 gevallen was het buitenproportioneel en daarmee onrechtmatig.[56]
- In december 2015 kwam de CTIVD met een onderzoeksrapport waaruit bleek dat, anders dan in de media werd verondersteld, alle middels microfoons gemaakte geluidsopnames in een woning van de Hofstadgroep nog beschikbaar waren. Daarnaast bleek dat de AIVD tussen 2004 en 2011 tien keer via menselijke bronnen informatie over mogelijke handlangers van Mohammed Bouyeri had binnengekregen, die de dienst eigenlijk aan het Openbaar Ministerie had moeten doorgeven.[57]
- Ondanks dat het in de gaten houden van politici als "absolute no go" geldt, werd in december 2016 bekend dat de AIVD in 2009 en 2010 naslagonderzoek had gedaan naar de Israëlische contacten van PVV-leider Geert Wilders. Er werden hierbij geen bijzondere bevoegdheden zoals afluisteren ingezet, waardoor geen toestemming van de minister nodig was. Het is daarom niet duidelijk of toenmalig minister Ter Horst van dit onderzoek op de hoogte was.[58]
- Tussen oktober 2015 tot maart 2016 heeft de AIVD onrechtmatig gehandeld door in drie gevallen indirect afgetapte gesprekken uit te werken tussen doelwitten en hun advocaten. Deze gesprekken gaven geen blijk van gevaar voor de nationale veiligheid. Ook de MIVD maakte zich daar schuldig aan. Daarnaast tapte de AIVD gesprekken van iemand af om na te gaan of deze contact met een journalist had.[59]
- In mei 2017 werd bekend dat de AIVD bezorgd was over het feit dat leden van de Russische veiligheidsdienst FSB sinds 2009 regelmatig naar Nederland komen, om op uitnodiging van de Nederlandse politie met onder meer leden van het FBI te overleggen over het bestrijden van cybercrime. Om aan deze bezorgdheid tegemoet te komen, wordt de AIVD vooraf en achteraf geïnformeerd en worden de gebruikte ruimtes onderzocht op de eventuele aanwezigheid van afluisterapparatuur.[60]
- In januari 2018 werd bekend dat de Joint Sigint Cyber Unit door middel van een hack was binnengedrongen bij de Russische hackersgroep Cozy Bear. In november 2014 zagen de AIVD'ers dat de Cozy Bear-groep, die werd aangestuurd door Russische inlichtingendiensten (FSB of SVR), binnendringt in het netwerk van het Amerikaanse ministerie van buitenlandse zaken in Washington D.C., waarna zij hun collega's van de Amerikaanse inlichtingsdiensten alarmeren.[61]
- In januari en februari 2019 stuurde de AIVD twee ambtsberichten naar de gemeente Amsterdam, de NCTV, de Onderwijsinspectie en het Ministerie van SZW om te melden dat er signalen waren dat het bestuur van het islamitische Cornelius Haga Lyceum jarenlang contact zou hebben onderhouden met een terroristische groepering genaamd het Kaukasus Emiraat. Hier ontstond de nodige ophef over, waarna het de ontvangers van de ambtsberichten niet lukte om de ernst van de kwestie voldoende hard te maken. In december oordeelde toezichthouder CTIVD dat enkele onderdelen van de ambtsberichten ongenuanceerd en onvoldoende onderbouwd waren, waardoor te alarmistische conclusies getrokken werden.[62][63]

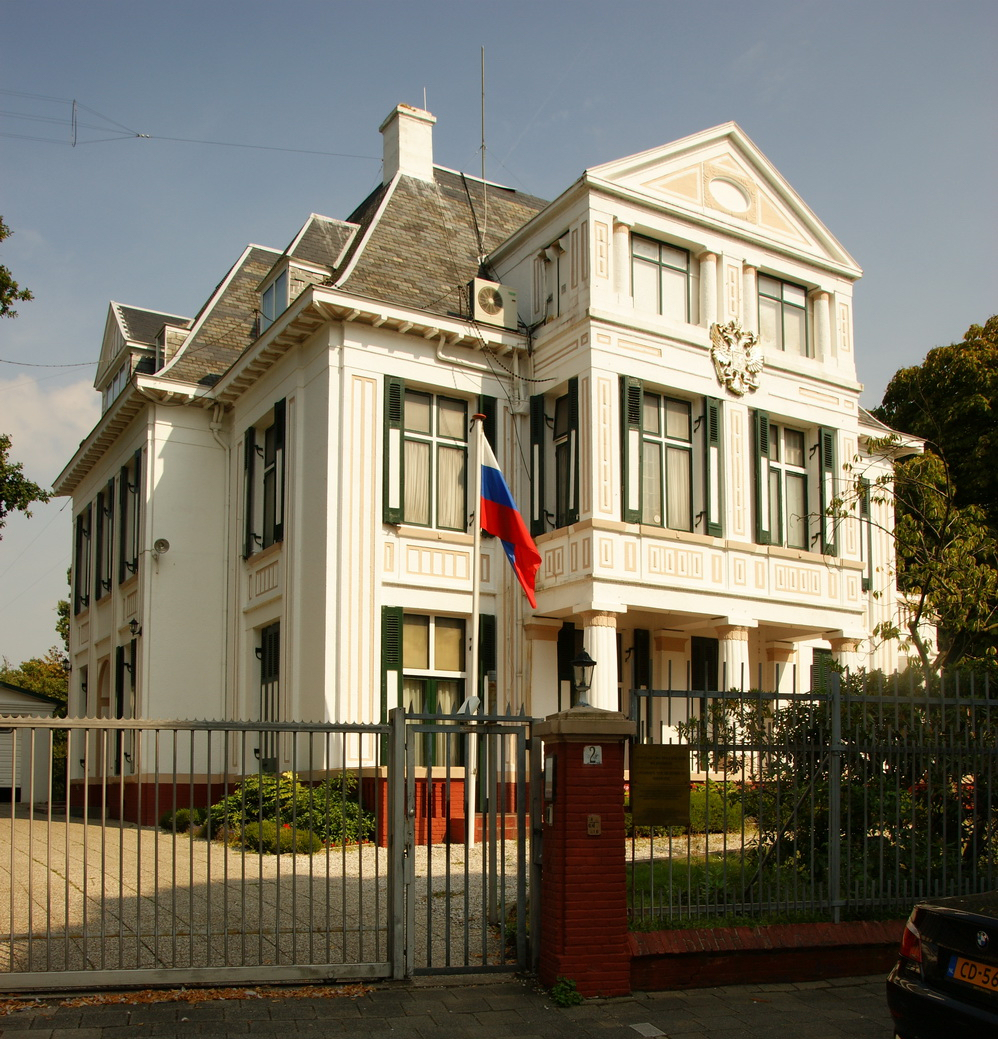
De Russische ambassade in Den Haag

- In september 2019 werd bekend dat de AIVD een cruciale rol speelde bij een sabotageactie van het nucleaire programma van Iran. Een AIVD-agent wist te infiltreren in een nucleair complex in Natanz, en verspreidde daar het Stuxnet-virus dat de ultracentrifuges van de installatie vernietigde en het Iraanse nucleaire programma een grote klap toebracht.[64]
- In december 2020 maakte de AIVD bekend dat zij Russische economische spionageactiviteiten hadden verstoord. Twee Russische inlichtingenofficieren van de civiele inlichtingendienst SVR, die als geaccrediteerde diplomaten op de Russische ambassade werkten, hielden zich bezig met spionage op het gebied van technologie en wetenschap. De interesse ging onder meer uit naar informatie over kunstmatige intelligentie, halfgeleiders en nanotechnologie. De inlichtingenofficieren zijn na onderkenning tot persona non grata verklaard. Tevens zijn de beoogde doelwitten, bedrijven in de high-techsector en onderwijsinstellingen, over de activiteiten geïnformeerd en zijn de bronnen door de AIVD aangesproken.[65]

- Op 2 juni 2022 kreeg onderzoeksjournaliste Stella Braam na een inzageverzoek de gegevens in handen die de AIVD en zijn voorganger BVD over haar hadden verzameld. Daaruit concludeerde ze dat ze 35 jaar lang in de gaten was gehouden.[66] Tijdens een hoorzitting hierover liet een woordvoerder van de AIVD weten dat de dienst onderzoek heeft gedaan naar de Grijze Wolven en dat daarbij de naam van Braam naar voren kwam. Via een zoekslag in de systemen van de dienst werd het inzagedossier samengesteld, wat niet automatisch betekent dat de AIVD onderzoek naar Braam persoonlijk heeft gedaan, aldus de woordvoerder.[67]

- In november 2022 onthulde NRC dat René van der Linden, prominent CDA-lid en voormalig voorzitter van de Eerste Kamer, jarenlang optrad als belangenbehartiger van het Kremlin. Op kosten van Rusland reisde Van der Linden door Europa en probeerde hij EU-sancties tegen Moskou te beperken. Volgens De Volkskrant werd hij om die reden in 2019 door de AIVD geobserveerd en afgeluisterd.[68]

- In april 2024 oordeelde de rechtbank van Amsterdam dat een ambtsbericht van de AIVD aan de IND dermate gebrekkig was dat een Iraanse kennisimmigrant niet op basis daarvan het land uitgezet had mogen worden en een inreisverbod van 20 jaar opgelegd had mogen krijgen.[69]

## Samenwerking

### Nationaal

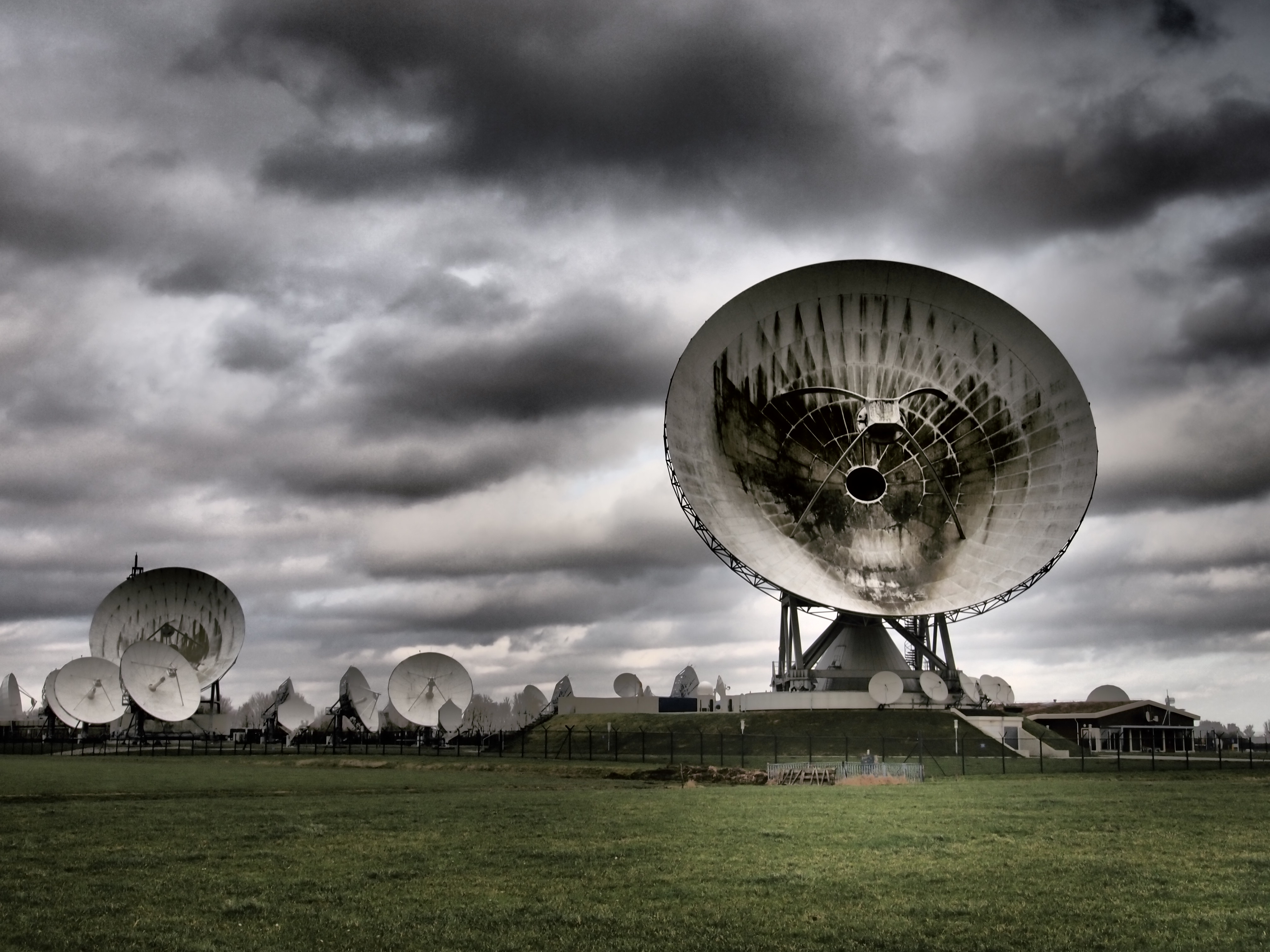
Het Satellietgrondstation (SGS) Burum in Friesland, waar de JSCU namens AIVD en MIVD satellietcommunicatie kan onderscheppen

Voor het afluisteren van radioverkeer en satellietcommunicatie werkt de AIVD samen met de MIVD in de vorm van de in 2014 operationeel geworden Joint Sigint Cyber Unit (JSCU). Deze is de opvolger van de in 2003 opgerichte Nationale Sigint Organisatie (NSO). Om sneller en makkelijker informatie met de MIVD te kunnen delen kwam er een gezamenlijk datadomein en werden begin 2021 een 'Ruslandhuis' en een 'Chinahuis' opgericht waarin beide diensten hun expertise over die beide landen bundelden.
Ter bestrijding van terrorisme werkt de AIVD sinds 2004 samen met andere overheidsorganisaties in de zogeheten CT-Infobox.
Met de Nationaal Coördinator Terrorismebestrijding en Veiligheid (NCTV) werken AIVD en MIVD samen ten behoeve van het Nationaal Detectie Netwerk (NDN), dat bedoeld is om vitale Nederlandse infrastructuur te beschermen tegen cyberdreigingen. Vanuit de samenwerking met buitenlandse diensten kan de AIVD hier dreigingskenmerken inbrengen die slechts bij weinigen bekend zijn.
Onder de naam Cyber Analyse Team-5 (CAT-5) wisselen de AIVD, de MIVD, het Nationaal Cyber Security Centrum (NCSC) en de Nationale politie technische en operationele informatie uit om digitale aanvallen te detecteren en te voorkomen.
Met de MIVD, het Nationaal Cyber Security Centrum (NCSC), de Nationale Politie en het Openbare Ministerie werkt de AIVD samen in de Cyber Intel/Info Cel (CIIC), die in 2020 werd opgericht om sneller informatie uit te wisselen over cyberdreigingen en -incidenten en deze gezamenlijk te analyseren. De CIIC is gehuisvest bij het NCSC, juridisch verantwoordelijk is de AIVD.
Ten slotte werkt de AIVD nauw samen met de Regionale Inlichtingendiensten (RID's) van de politie, die op lokaal en regionaal niveau inlichtingen verzamelen en onder meer informanten runnen. Een vergelijkbare samenwerking is er met de inlichtingendiensten van de Landelijke Eenheid van de politie, de Koninklijke Marechaussee en de Belastingdienst.

### Internationaal
De AIVD werkt op verschillende manieren samen met civiele buitenlandse diensten, waarbij de samenwerking met veiligheidsdiensten wat gemakkelijker blijkt te gaan dan met inlichtingendiensten. Dit gebeurt voornamelijk op bilaterale basis, waarbij er sprake kan zijn van gezamenlijk uitgevoerde operaties, het uitwisselen van inlichtingen (op basis van wederkerigheid, oftewel quid pro quo), het verlenen of ontvangen van technische ondersteuning, gezamenlijke deelname aan opleidingen en het opvragen van gegevens ten behoeve van veiligheidsonderzoeken.
De AIVD onderscheidt verschillende gradaties bij deze samenwerkingsrelaties:
- Protocollaire samenwerking waarbij alleen formele contacten worden onderhouden;
- Analytische samenwerking waarbij agemene actuele informatieposities worden uitgewisseld;
- Operationele samenwerking waarbij specifieke methodes, bronnen en/of persoonsgegevens worden uitgewisseld.[75]

In totaal worden ongeveer 30 buitenlandse diensten aangemerkt als structurele samenwerkingspartners waarmee intensief en regelmatig wordt samengewerkt of als potentievolle samenwerkingspartners waarbij het gaat om het ontwikkelen van nieuwe mogelijkheden. Voor het aangaan van dergelijke samenwerkingsrelaties was er aanvankelijk geen gestructureerd afwegingsproces, maar vanaf 2015 wordt voor elke relatie een zogeheten wegingsnotitie opgesteld. Anders dan de MIVD, is het niet gebruikelijk dat de AIVD samenwerkingsovereenkomsten met buitenlandse partnerdiensten afsluit.

#### Multilateraal
Naast de bilaterale samenwerking neemt de AIVD ook deel aan een aantal multilaterale verbanden, waarin de samenwerking op wat meer geformaliseerde en geïnstitutionaliseerde wijze plaatsvindt. Dit betreft vooral het onderling afstemmen van beleid in het kader van het Civil Intelligence Committee (CIC) van de NAVO, het EU Intelligence Analysis Centre (EU INTCEN) van de EU, de Counter Terrorism Group (CTG), de Club de Berne (CdB) en de Midden-Europa Conferentie (MEC). Die laatste groep was opgericht op initiatief van BVD-hoofd Arthur Docters van Leeuwen om de veiligheidsdiensten in de voormalige Oostbloklanden te ondersteunen bij hun nieuwe posititie in een democratische samenleving.
Daarnaast bleek uit een toezichtsrapport uit 2009, dat de AIVD in toenemende mate in kleine multilaterale groepen op ad-hocbasis operationeel samenwerkt ter bestrijding van terrorisme.
In een interview met De Volkskrant en Nieuwsuur van 21 januari 2015 noemde voormalig NSA-medewerker Edward Snowden de Nederlandse inlichtingendiensten ondergeschikten en "schoothondjes" van de Amerikanen, iets dat door AIVD-baas Bertholee "bullshit" genoemd werd en ook door inlichtingenexperts als overdreven werd aangemerkt.

## Politieke aansturing
De politieke aansturing van de AIVD gebeurt door de Raad voor de Veiligheids- en Inlichtingendiensten (RVI). Dit is een onderraad van de ministerraad waarin de volgende ministers bij elkaar komen voor overleg over de activiteiten van de AIVD en de MIVD:
| - Minister van Algemene Zaken (voorzitter) - Minister van Binnenlandse Zaken en Koninkrijksrelaties - Minister van Defensie | - Minister van Buitenlandse Zaken - Minister van Justitie en Veiligheid |

In de RVI hebben bovendien de directeur-generaal van de AIVD en de directeur van de MIVD zitting. De concrete aansturing geschiedt sinds het inwerkingtreden van de Wiv 2017 door middel van de 'Geïntegreerde Aanwijzing voor de Inlichtingen- en Veiligheidsdiensten' (GA). Dat is een staatsgeheim stuk waarin de RVI elke vier jaar bepaalt wat de inlichtingenbehoeftes van de verschillende betrokken ministeries zijn en wat, in overleg met de AIVD en de MIVD, de prioriteiten van deze diensten dienen te zijn. Op basis van de GA stelt de AIVD dan een jaarplan op.
Voorheen was het de minister-president die de landen en thema's aanwees waar de AIVD speciaal onderzoek naar moest verrichten, rekening houdend met de behoeftes van de ministeries van Algemene Zaken, Buitenlandse Zaken, Binnenlandse Zaken en Veiligheid & Justitie. De betreffende landen en onderwerpen werden vastgelegd in het Aanwijzingsbesluit Buitenlandtaak (AWB of ABB) die in de Staatscourant werd gepubliceerd, maar waarbij de gedetailleerde invulling in een geheime bijlage stond. De RVI kwam in 2010 voort uit de Raad voor Nationale Veiligheid (RNV), die na de aanslagen in Madrid in 2004 was ingesteld.
De besluitvorming in de RVI wordt ambtelijk voorbereid in de Commissie voor de Veiligheids- en Inlichtingendiensten (CVIN), voorheen het Comité Verenigde Inlichtingendiensten Nederland (CVIN) geheten. Deze commissie bestaat uit de secretaris-generaal van het ministerie van Algemene Zaken in diens hoedanigheid van Coördinator Inlichtingen- en Veiligheidsdiensten, de directeur-generaal van de AIVD en de directeur van de MIVD. Als equivalent van het CVIN voor terrorisme was er van 2004 t/m 2012 het Gezamenlijk Comité Terrorismebestrijding (GCT), dat onder voorzitterschap stond van de Nationaal Coördinator Terrorismebestrijding en Veiligheid (NCTV).

## Extern toezicht
Het Nederlandse parlement houdt toezicht op de AIVD via de Commissie voor de Inlichtingen- en Veiligheidsdiensten (CIVD), informeel ook wel de 'commissie-Stiekem' genoemd. Van deze commissie kunnen alleen fractievoorzitters van de politieke partijen lid worden en geheimhouding is verplicht. De CIVD brengt verslag uit aan de Tweede Kamer.
Naast deze Kamercommissie is er ook de Commissie van Toezicht op de Inlichtingen- en Veiligheidsdiensten (CTIVD). Deze is ingesteld bij de Wet op de Inlichtingen- en Veiligheidsdiensten (WIV) en de leden worden benoemd door de Tweede Kamer. De CTIVD houdt toezicht achteraf op de uitvoering van de WIV en de Wet veiligheidsonderzoeken (Wvo) en beschikt daarbij over verregaande bevoegdheden. Er wordt echter alleen getoetst op rechtmatigheid en niet op doelmatigheid.

### Evaluatie in 2004
In maart 2004 werd door de minister van Binnenlandse Zaken de Commissie Bestuurlijke Evaluatie AIVD geïnstalleerd. Deze commissie had de taak een evaluatie uit te voeren van de wijze waarop de AIVD zijn wettelijke taken uitvoert op basis van drie hoofdvragen:
1. Welke verwachtingen bestaan er in de politiek-bestuurlijke omgeving over de taken van de AIVD mede gezien de veranderingen in de samenleving?
2. Hoe voert de AIVD zijn taken en verantwoordelijkheden uit en welke verbeteringen zijn mogelijk?
3. Zijn de bevoegdheden en de kwalitatieve en kwantitatieve middelen (materieel, personeel en financiën) waarover de AIVD beschikt voldoende om aan de gestelde eisen en verwachtingen te voldoen?

Op 16 november 2004 bood de commissie aan minister Johan Remkes haar rapport aan over het functioneren van de AIVD.

## Varia
Als iemand vermoedt dat de AIVD een dossier over hem/haar heeft, kan hij/zij dit dossier inzien. De AIVD mag echter geen informatie verstrekken die jonger is dan vijf jaar of informatie die nog relevant is of kan zijn voor lopend onderzoek.
Buro Jansen & Janssen is een organisatie die de AIVD kritisch volgt, net als de vermoorde Louis Sévèke in het verleden de BVD en de AIVD volgde.
In 2005 kreeg de Amerikaanse kunstenares Jill Magid de opdracht om de AIVD via een kunstproject een menselijker gezicht te geven, waarvoor ze tussen 2005 en 2008 met meerdere medewerkers van de dienst sprak. Magid publiceerde hierover het boek Becoming Tarden, dat in het Londense museum Tate Modern werd tentoongesteld en direct daarna, in januari 2010, door de AIVD in beslag werd genomen omdat het staatsgeheimen bevatte.
Het Nationaal Bureau Verbindingsbeveiliging (NBV) publiceert sinds 2011 een jaarlijkse cryptografische kerstpuzzel.
Mede ter gelegenheid van het 65-jarig bestaan van de dienst was er van 15 oktober 2010 t/m 6 maart 2011 een tentoonstelling in het Stadsmuseum Zoetermeer onder de titel "De AIVD, Open waar het kan, Gesloten waar het moet".
Voor het 70-jarig jubileum organiseerde de AIVD op 5 november 2015 een seminar voor ruim 80 jonge professionals, waarbij onder meer over mythes en misverstanden werd gesproken.
In 2020 werd het 75-jarig bestaan van de dienst (gerekend vanaf de oprichting van het Bureau Nationale Veiligheid in 1945) herdacht met de tentoonstelling "Uit de schaduw van het verzet, portretten van AIVD-medewerkers toen en nu" in het Oranjehotel in Den Haag en het boekje "Terug naar de bron. Vrijheid, onvrijheid en de dienst in de jaren veertig en vijftig" geschreven door inlichtingenhistoricus Constant Hijzen.
In 2021 kwam de podcastserie 'De Dienst' uit. In de zesdelige serie wordt aan de hand van een fictieve casus, maar door echte dienstmedewerkers uitgelegd hoe de AIVD een terroristische dreiging onderzoekt.